# Мока
Мока (італ. caffè mocha) — знаменитий сорт кави та назва напою, приготованого на основі лате. Цей напій на 2/3 складається з молока, в яке додали гарячий шоколад або какао порошок і з'єднали з 1/3 еспресо. Такий рецепт кави дуже популярний у багатьох країнах, завдяки своїй зігрівальній, чарівливій і трохи підбадьорливій дії, а також дивно м'якому й ніжному смаку.
Також мока — один з найдавніших сортів кави, з яким уперше масово познайомилися люди. На основі нього виведено багато сучасних сортів. Тож, неможливо говорити про каву, не сказавши жодного слова про цей напій.

## Спосіб приготування
Для приготування кави знадобиться прозора склянка, маленька чашка або горнятко стандартно звареного еспресо, трохи гарячого темного шоколаду, збиті вершки і молоко. Беремо турку й варимо в ній стандартну порцію звичайного еспресо. Потім у пітчері готуємо трішки гарячого шоколаду і переливаємо в склянку. Поверх шоколаду за допомогою столової ложки акуратно наливаємо трохи злегка підігрітого молока. Зверху молока наливаємо каву так, щоб у нас вийшли рівні шари. Потім збиваємо вершки та обережними круговими рухами прикрашаємо склянку з приготованою кавою.

## Види моки
Найкращий із сучасних сортів зерен для приготування цієї кави (т. зв. єменську моку — Yemen Mokha) вирощують у Ємені, але його дуже складно знайти за межами цієї країни. Присмак у такої моки дуже різноманітний і залежить від тієї плантації, де її вирощують.
Єменська мока буває:
- деревна;
- квіткова;
- сирна;
- карамельна;
- грибна;
- горіхова;
- фруктова;
- шоколадна.

## Історія походження моки
Легенди, датовані 1763 р, свідчать про те, що в епоху розквіту міста Моха масово розширилися кавові насадження. Незабаром в Мосі почалася торгівля кавою, і нечисленне поселення переросло в розвинене торгове місто. Навіть схили і тераси гір навколо Мохи суцільно були засаджені кавовими плантаціями, внаслідок чого цей край остаточно завоював статус кавової провінції. Від назви міста й походить назва сорту кави, що потрапила до української мови через інші європейські мови (зокрема, італійську).
Істотне збільшення кавових плантацій відбулося завдяки шейху Шадді. Тож, коли його не стало, біля спорудженої мечеті над його могилою почали в молитвах поминати ім'я Шадді, як людини, яка навчила людський рід пити каву.
1633 року Єменська держава, найважливіший центр торгівлі кавою, почала постачати свою каву (моку) в Європу.
До кінця XVII століття в цілому світі отримували каву лише цього сорту та лише з Ємену. Торговці їздили в Ємен і закуповували урожай кави, забезпечували збирання та оброблення плодів. Каву тоді просто сушили на сонці.
Популярність кави в Європі зростала стрімкими темпами. Єменська торгівля кавою визначалася монополією на її виробництві. Для підтримки цього положення араби забороняли бувати на кавових плантаціях і експортувати з держави невисушені плоди.
Стрімкий спад єменської кавової торгівлі почався з 1690 р., коли Баба Будан на своєму судні секретно вивіз до Індії сім зелених кавових плодів. Ці зерна дали початок кавовим посадкам в Індії.
Потім, 1690 р., зерна потрапили з Індії до Голландії. Голландці стали вирощувати каву на Яві й Суматрі, і незабаром центром торгівлі кавою став Амстердам.
Вирощена на основі столітніх звичаїв і приготована за особливими рецептами мока й нині продовжує тішити шанувальників незвичайним, притаманним лише їй, присмаком і ароматом. Класичний смак моки охоплює всі нюанси шоколадних відтінків і залишає цікавий шоколадний післясмак.